# マウントバーノン (ワシントン州)
マウントバーノン（Mount Vernon）は、アメリカ合衆国ワシントン州のスカジット郡にある都市。人口は3万5219人（2020年）。

## 地理・気候
北緯48度25分12秒、西経122度19分34秒に位置している。
アメリカ合衆国統計局によると、総面積29.4 km2 (11.4 mi2) である。このうち28.8 km2 (11.1 mi2) が陸地であり、0.7 km2 (0.3 mi2) (2.29%) が水地である。
- 山:
- 河川:
- その他:

## 人口
2000年の国勢調査では、人口26,232人、9,276世帯、6,205家族が暮らしている。人口密度は911.6/km2 (2,360.6/mi2) である。336.6/km2 (871.6/mi2) の平均的な密度に9,686軒の住宅が建っている。この都市の人種的な構成は白人75.44%、アフリカン・アメリカン0.73%、ネイティブ・アメリカン1.02%、アジア2.58%、太平洋諸島系0.15%、その他の人種17.13%、混血2.95%である。この人口の25.12%はヒスパニックまたはラテン系である。
全世帯のうち、18歳未満の子供と同居している世帯が36.5%、夫婦のみの世帯が51.3%、未婚女性の世帯が11.4%であり、33.1%は家族を持たない。個人名義の世帯主が26.1%、そのうち65歳以上が10.9%である。世帯ごとの平均人数は2.75人、家族ごとの平均人数は3.32人である。
18歳未満の未成年が29.0%、18歳以上24歳以下が11.9%、25歳以上44歳以下が29.0%、45歳以上64歳以下が17.6%、65歳以上が12.5%、平均年齢は31歳である。女性100人に対して男性は96.2人である。18歳以上の女性100人に対して男性は92.9人である。
この都市の世帯ごとの平均的な収入は53,496 USドルであり、男性は33,724 USドルに対して女性は27,244 USドルの平均的な収入がある。この都市の一人当たりの収入 (per capita income) は17,041 USドルである。人口の10.8%及び家族の15.9%の収入は貧困線以下である。全人口のうち18歳未満の18.9%及び65歳以上の7.1%は貧困線以下の生活を送っている。

## 姉妹都市
- en:Chilliwack, British Columbia, カナダ
- 広島県呉市, 日本